# نعناع أوروبي
الغُبَيْرَةُ أو النَّعْنَاع البَرِّيّ أو الفُوذَنْجُ البَرِّيُّ أو البَيْطَلُ أو البُلاَيَةُ أو الفُلَيَّةُ (من الإسبانية: poleo) أو النَّعْنَاعُ الأُورُوبِيُّ أو بقلة العدس أو غاغَة أو نعنع الحقل هي عشبة تشبه كثيرا النعناع العادي، اسمها العلمي هو (باللاتينية: Mentha pulegium L). تنمو وتتكاثر في المناطق الجبلية قرب المجاري المائية أو الأماكن الندية يبلغ ارتفاعها من 10 إلى 55 سنتيمتر لها أوراق عطرية ذات رائحة قوية ومميزة، تزهر خلال فترة الصيف ما بين تموز وأيلول بأزهار بيضاء نوعا ما تكون بين الأوراق. يدخل النعناع البري في تحضير شربت الزبيب الموصلي، وتشريب الباقلاء، كما يدخل في كثير من أطباق خوزستان وجنوب العراق.

## أسماء أخرى
يسمى كذلك الفليو (من الإسبانية: poleo) أو -بشكل خاطيء- في العراق «البطنج» و «نعناع الجبل»[بحاجة لمصدر].

## أصل العشبة
تتواجد هذه العشبة خاصة في منطقة حوض البحر الأبيض المتوسط من المغرب العربي إلى وادي النيل والمشرق العربي وأوروبا.
و مع ذلك، فهو منتشر على نطاق واسع في جميع أنحاء العالم، بما في ذلك  أمريكا الشمالية و الجنوبية، و في جميع أنحاء إفريقيا و آسيا و أستراليا و نيوزيلندا. في العديد من الأماكن، يُعتبر عشبًا ضارًا للزراعة. 

## الوصف النباتي

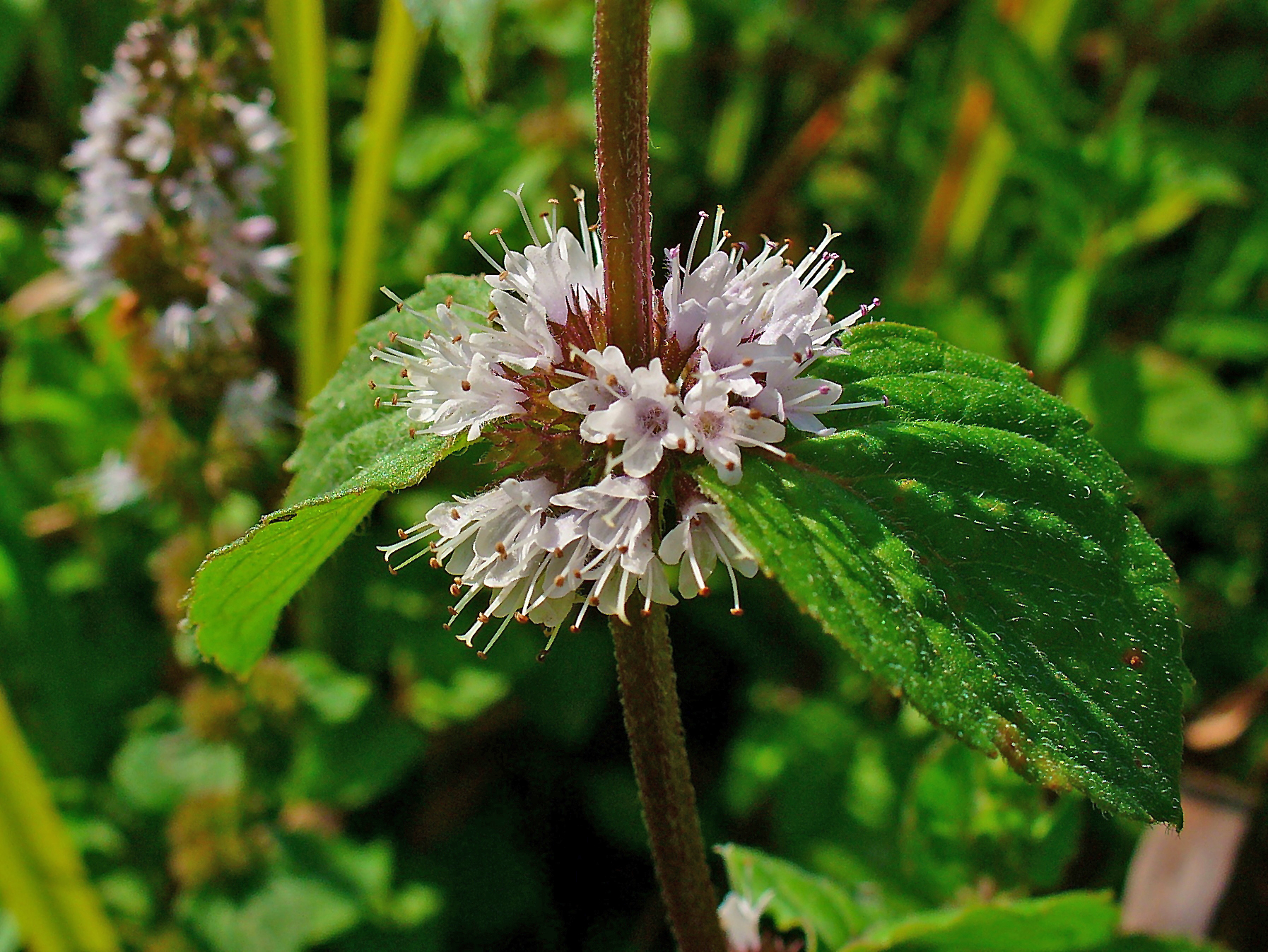
Flowers of pennyroyal

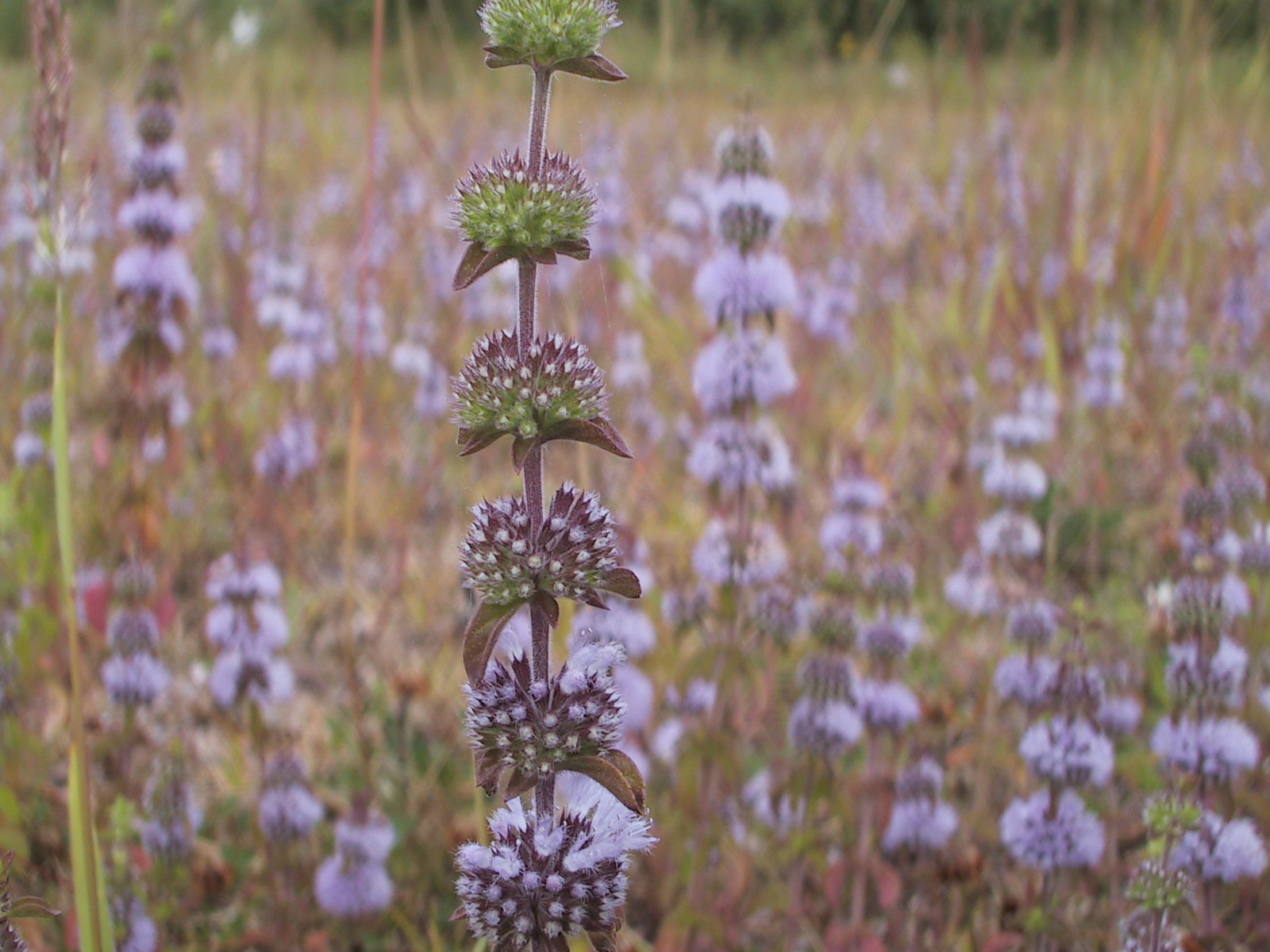
Pennyroyal can be very abundant in riverside grassland.

النعناع البري هو نبات سنوي و معمر، ذو سيقان متفرعة زاحفة أو منتصبة يصل ارتفاعها إلى حوالي 40 سم. السيقان مربعة المقطع و يمكن أن تتنوع من خالية من الشعر في بعض النباتات إلى كثيفة الشعر في نباتات أخرى، مع لون  أخضر إلى أحمر أو أرجواني في بعض الأحيان. الأوراق، التي تنمو في أزواج متقابلة، بيضاوية ضيقة، طولها 2-3 سم × 1 سم، ناعمة، مسننة بشكل متفرق نحو الطرف، و تتناقص إلى ساق قصيرة. جميع أجزاء النبات ذات رائحة قوية عند سحقها و لكن لا تحتوي على غدد ملحوظة على سطحها. الزهور الصغيرة (6 مم) معبأة بكثافة في دوامات عند العقد، منفصلة على نطاق واسع، فوق أزواج من الأوراق الشبيهة بالأوراق. الكأس عبارة عن أنبوب مضلع يبلغ طوله حوالي 3 مم، بخمسة أسنان مثلثة، يكون الاثنان السفليان أضيق و أطول قليلاً من الثلاثة العلوية؛ إنه مشعر من الداخل و الخارج. تحتوي التويجات على أربع فصوص أرجوانية أو "بتلات" و تكون مشعرة فقط من الخارج. الزهور خنثوية و لها أربع أسدية طويلة، اثنتان أو كل الأربع منها تبرز بشكل جيد خارج فصوص التويج. يوجد قلم طويل متشعب لإنتاج وصمتين، تبرز أيضًا من الزهرة. تتكون الثمار من مجموعة من أربع حبات بنية اللون ذات بذرة واحدة، يبلغ طول كل منها حوالي 0.7 مم.
تبدأ فترة الإزهار في يونيو و تستمر حتى منتصف الصيف، على الرغم من أنها تزهر في وقت متأخر في البلدان الشمالية، و أحيانًا في وقت متأخر مثل سبتمبر عندما تفشل في تكوين البذور. عدد الكروموسومات هو 2n = 20. 

## الموائل الطبيعية

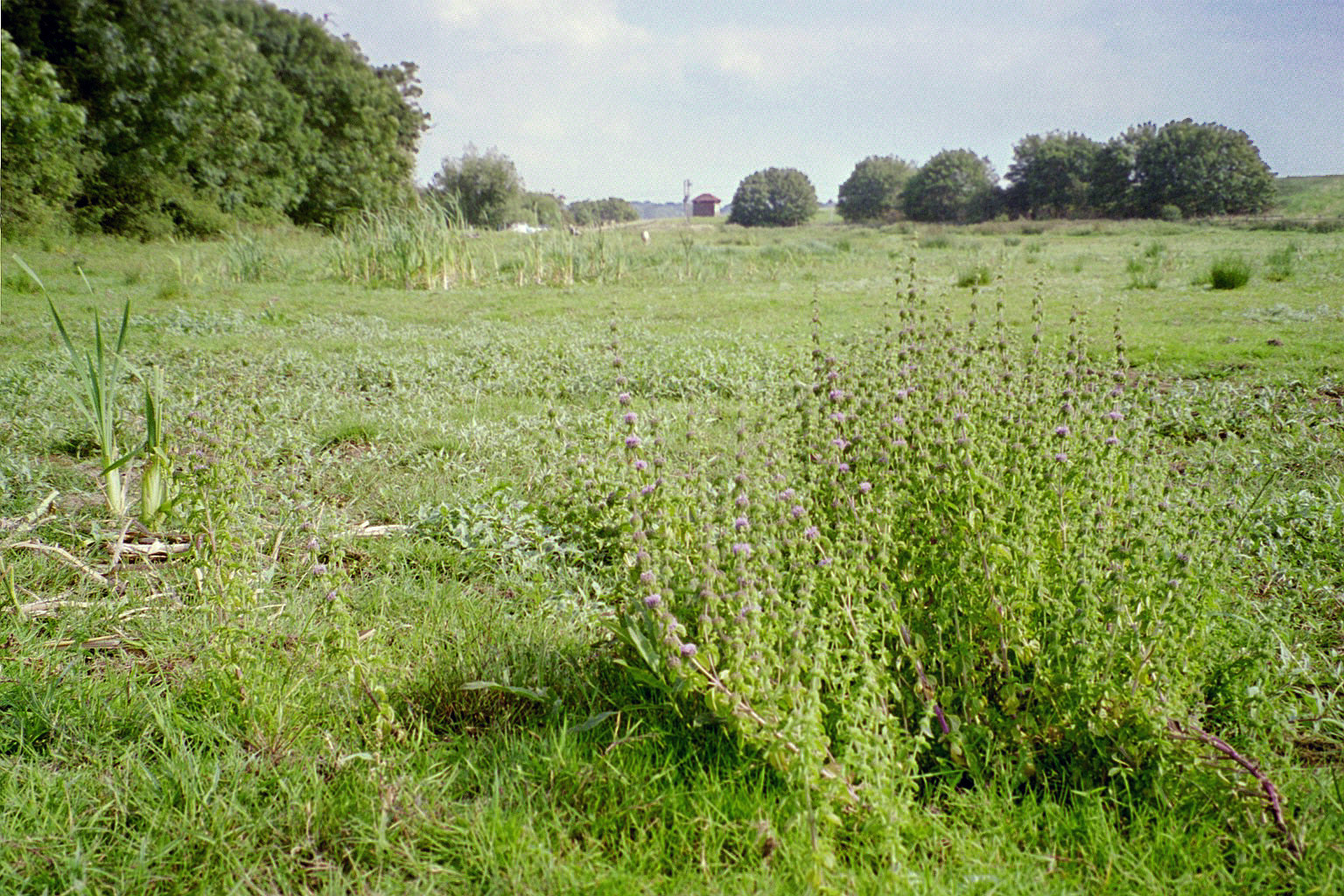
Typical habitat of pennyroyal in a seasonally inundated field by the River Nene in Northamptonshire, UK

موطن  نبات النعناع البري هو المراعي الرطبة موسميًا، حيث تترك المياه الراكدة خلال فصل الشتاء الأرض عارية في الصيف، و حيث ترعى الماشية بشكل تفضيلي نباتات أخرى. يوجد نظير لهذا الموطن على جوانب الطرق، حيث يؤدي الدوس أو إزعاج الأرض إلى إنتاج تربة عارية مماثلة، و خاصة حيث يكون هناك غمر بالمياه في الشتاء. كما يوجد أيضًا على طول المجاري المائية، في الغابات الرطبة و في الحقول المهجورة.
في كاليفورنيا، حيث يُعتبر نوعًا غازيًا، فإنه يشغل مكانة مماثلة، في التسربات، وجوانب الجداول، والبرك الربيعية والوديان، والمستنقعات، والخنادق. هناك بعض التكهنات بأنه قد يحل محل الأنواع الأصلية في هذه المناطق.
قليل من الحيوانات تأكل النعناع البري. في بريطانيا، الحشرة الوحيدة المعروفة التي تتغذى عليه هي حشرة بذور صغيرة تتغذى عادةً على الزعتر البري.رغم ذلك، تعتبر نباتًا محوريًا في العديد من المقاطعات البريطانية. 

### لمحة تاريخية

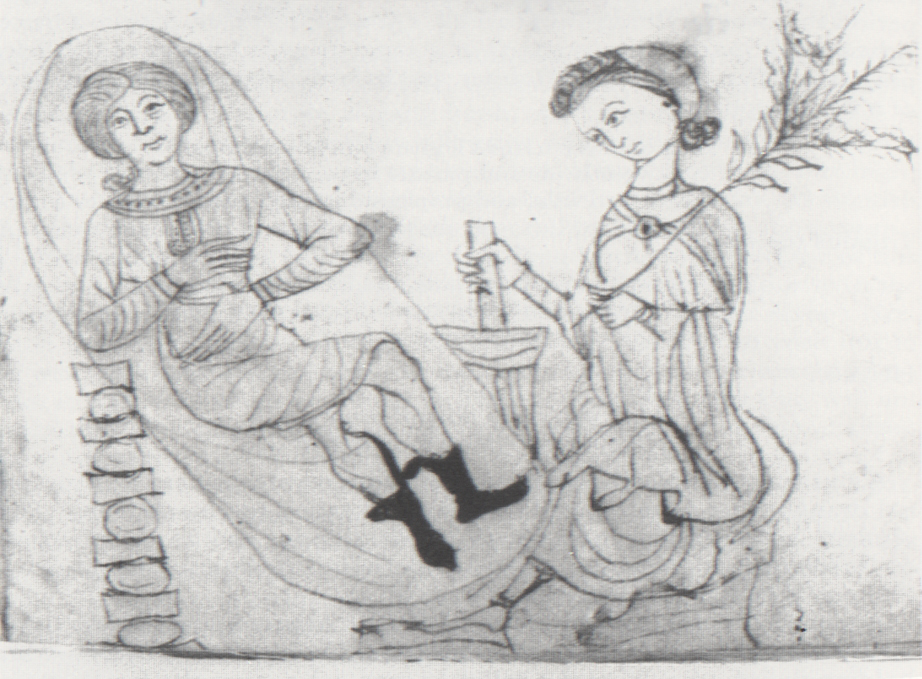
A 13th-century image of a woman preparing a pennyroyal mixture using a mortar and pestle for a pregnant woman

يعود الاستخدام الموثق للنعناع البري إلى الثقافات اليونانية و الرومانية و العصور الوسطى القديمة. كان إسمه مرتبطا باللاتينية pulex (البراغيث)، في إشارة إلى الطريقة التي استخدم بها لطرد البراغيث عند دهنه على الجسم. تم دمج النعناع البري بشكل شائع كعشب للطهي من قبل اليونانيين و الرومان. دعت عدد كبير من الوصفات في كتاب الطبخ الروماني لأبيسيوس إلى استخدام النعناع البري، غالبًا مع أعشاب مثل الحبق والزعتر والكزبرة. على الرغم من أنه كان يستخدم بشكل شائع للطهي أيضًا في العصور الوسطى، إلا أنه توقف تدريجيًا عن الاستخدام كعشب للطهي ونادرًا ما يستخدم على هذا النحو اليوم.
تحتوي سجلات الأطباء و العلماء اليونانيين و الرومان على معلومات تتعلق بالخصائص الطبية للنعناع البري، بالإضافة إلى الوصفات المستخدمة لإعداده. وصف بليني الأكبر في موسوعته ""التاريخ الطبيعي "(Naturalis Historia )النبات بأنه مُدر للطمث، و أنه يطرد أيضًا بقايا الجنين الميت. ذكر جالينوس فقط النعناع البري كمُدر للطمث، كما فعل أوريباسيوس ذلك أيضا. ومع ذلك، اتفق الكاتبان الرومانيان و اليونانيان كوينتوس سيرينوس سامونيكوس و الطبيبة أسباسيا على أنه عندما يُقدم في ماء فاتر، كان وسيلة إجهاض فعالة. يوصي نص طبي في أمراض النساء يُنسب إلى كليوباترا  باستخدام النبات ومع النبيذ لإحداث عمليات الإجهاض.
استخدم المستوطنون الأوائل في ولاية فرجينيا الاستعمارية النعناع البري المجفف للقضاء على الآفات. كان عشبًا شائعًا لدرجة أن الجمعية الملكية نشرت مقالاً عن استخدامه ضد الثعابين الجرسية في المجلد الأول من معاملاتها الفلسفية في عام 1665. يذكر الصيدلاني والطبيب نيكولاس كولبيبر في القرن السابع عشر النعناع البري في نصه الطبي الذي نُشر عام 1652. بالإضافة إلى خصائصه الإجهاضية، يوصي كولبيبر باستخدامه لعلاج أمراض الجهاز الهضمي، مثل الإمساك والبواسير، و كذلك الحكة  و البقع الجلدية، و حتى آلام الأسنان.
استمر استخدام النعناع البري حتى القرنين العشرين والحادي و العشرين. ولا يزال زيته متاحًا تجاريًا اليوم، على الرغم من قلة المعلومات حول الجرعات المناسبة للبشر. لذلك، من المرجح أن العلماء يعتبرونه غير آمن للاستخدام، لأنه يكون ساما.

## بعض الاستعمالات الأخرى
تستعمل أوراق الفليو (النعناع البرّي) لعلاج نزلات البرد والزكام، ويستخرج منها زيت طيار يسمى المنثول.

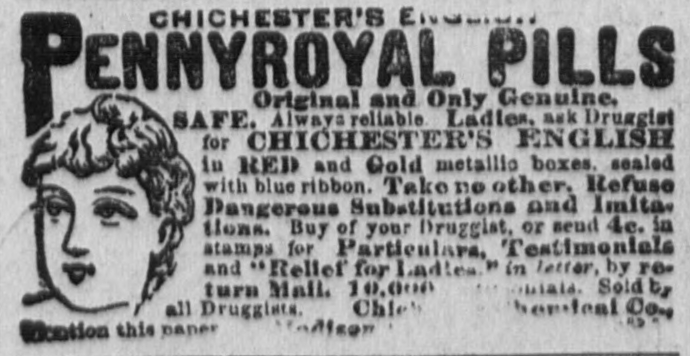
A 1905 advertisement for pennyroyal pills

يُستخدم نبات النعناع البري كثيرًا كمبيد حشري و طارد للآفات لإبعاد البراغيث عن الحيوانات الأليفة و كذلك على البشر. احتوت بعض أطواق البراغيث للحيوانات الأليفة على زيوته أو عن طريق سحق العشب في البطانة. كما وضع البشر سيقان النعناع البري المطحونة في جيوبهم أو على ملابسهم لطرد الحشرات غير المرغوب فيها. ومع ذلك، عند استخدامه كطارد للآفات، يجب تجنب استخدام  زيت النعناع البري المركز، لأنه من الممكن أن يكون زيته سامًا للغاية لكل من البشر و الحيوانات، حتى بكميات صغيرة. فمع استخدام النبات يأتي خطر امتصاصه من خلال الجلد و التسبب في آثار صحية سلبية. يجب الاستعانة بأوراق النبات الأقل تركيزًا بدلاً من ذلك كطارد للحشرات.
إضافة إلى ذلك، استُخدم النعناع البري تاريخيًا لنكهة النعناع في شاي الأعشاب و الأطعمة لتخفيف نزلات البرد و الحمى و السعال و عسر الهضم و مشاكل الكبد و الكلى و الصداع. كما استُعين بأوراقه الطازجة أو المجففة في علاج الأنفلونزا وتشنجات البطن وتحفيز التعرق وكذلك في علاج أمراض مثل الجدري والسل. لصنع الشاي، تُغلى أوراق النبات في الماء الساخن. التركيزات المنخفضة من المواد الكيميائية السامة في هذا الشاي أقل ضررًا من زيت النعناع البري. يُنصح الناس بشرب شاي النعناع البري بشكل دوري فقط، لأنه مرهق للجسم ولا ينبغي شربه بشكل منتظم. كما يمكن أن يكون استهلاك شاي النعناع البري قاتلاً للرضع و الأطفال.
```
في 
 إيطاليا
، تُستخدم الأوراق الطازجة لهذا النبات، والذي يُطلق عليه في روما والمناطق المحيطة اسم منتا رومانا، في مطبخ العاصمة لنكهة لحم الضأن و 
الكرشة
. وفي الاستخدام الطهي، لا ينبغي الخلط بينه وبين الكالامنت الأصغر (كلينوبوديوم نيبيتا)، و الذي يستخدم في روما لإعداد الخرشوف.
```

كما تم استخدام نبات النعناع البري كمنشط للحيض ومُجهض. تتسبب المواد الكيميائية الموجودة في نبات النعناع البري في تقلص بطانة الرحم، مما يتسبب في تساقط بطانة الرحم لدى المرأة. قد تختار النساء اللواتي يعانين من صعوبة تنظيم دورتهن الشهرية أو يعانين من متلازمة تكيس المبايض شرب شاي هذا النبات. شاي النعناع البري لطيف بما يكفي لتحفيز تدفق الدورة الشهرية مع الحد الأدنى من مخاطر الآثار الصحية السلبية. الإصدارات الأكثر تركيزًا من النبات، مثل الزيت ، أكثر سمية ومن المرجح أن تجبر المرأة الحامل على الإجهاض إذا تناولتها. منذ أن أقر الكونجرس الأمريكي قانون الصحة و التعليم للمكملات الغذائية في أكتوبر 1994، حملت جميع أشكال النعناع البري المصنعة في  الولايات المتحدة ملصق تحذير ضد استخدامها من قبل النساء الحوامل.
اعترف ملحق ريني لعام 1833 للأدوية باستخدامه كـ "مقشع ومدر للبول ومنشط للحيض" بجرعات 10 حبات لكل 1 سكربل (0.6-1.3 جرام) من العشب المجفف المسحوق، لكنه رفض استخدام ماء النعناع البري (Aqua Pulegii) باعتباره مادة مُجهضة.
أظهرت دراسة واحدة على الأقل أن زيت النعناع البري له نشاط قوي مبيد للقراد ضد عث الغبار المنزلي.  Chemicals in the pennyroyal plant cause the

## السمية

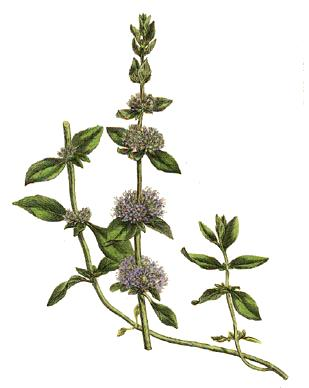
Pennyroyal

يعتبر نبات النعناع البري سامًا للإنسان و له تأثيرات مختلفة تعتمد على الحجم و التركيز المتناول. الشكل الأكثر تركيزًا و سُمية لنبات النعناع هو زيت النعناع. يحتوي الزيت على 80% إلى 92% من سيكلوهيكسانون بوليجون. الذي يسبب ،باعتباره الجزيء ذو أعلى تركيز في نبات النعناع، مجموعة متنوعة من الأمراض لمن يتناوله وهو ما يضيف للنبات نكهته.
الأعراض التي قد تستمر بعد تناول جرعة  صغيرة (<10 مل) من زيت النعناع هي الغثيان و القيء وآلام البطن و الدوار. قد تؤدي الكميات الأكبر إلى فشل متعدد الأعضاء مما قد يؤدي إلى الوفاة. لا توجد دراسات حركية  سمية حالية أجريت على البشر لمعرفة تأثيرات البوليجون، ولكن هناك بعض الدراسات التي أجريت على الثدييات  الأخرى. عند تناول البوليجون، يتم تكسيره بواسطة الكبد و يتفاعل لتكوين العديد من المستقلبات السامة التي يمكن أن تسبب دمارًا في الجسم. بعض المستقلبات التي تم تحديدها هي المنثوفيوران، والبيبريتنينون، والبيبريتون، والمينثون. 

## في علم الكيمياء

### =البنية والتفاعلية

Pulegone

المادة الكيميائية النشطة في النعناع البري هي بوليجون. والنبات عبارة عن كيتون. على المستوى الخلوي، يمكن أن تعمل الكيتونات كمثبطات للإنزيمات. يعمل مركز الكاربونيل في بنية النعناع البري كمحب قوي للإلكترونات، مما يتسبب في ارتباط المواقع النشطة على الإنزيمات بالنعناع البري بدلاً من البروتين المستهدف.
الرابطة المزدوجة الخارجية الموجودة في النعناع البري ضرورية لتنشيط و آلية ارتباط الجزيء وتجعله سمًا فعالًا للكبد. عند تناوله، يستهدف النبات الكبد و الكلى، من بين أعضاء أخرى. تظهر الدراسات التي أجريت على الفئران أن أحد التأثيرات الرئيسية هو تثبيط النشاط الانقباضي في عضلة الرحم و الوفاة بسبب الفشل الكلوي. كما وجدت الدراسات أن التعرض الطويل الأمد للنعناع البري يزيد من حالات أورام  المثانة.

### آلية العمل

Menthofuran

لا تزال الآلية الدقيقة للعمل التي يحفز بها النعناع البري الدورة الشهرية والإجهاض لدى النساء غير معروفة. تتكهن الدراسات التي تستخدم نماذج حيوانية بأن مصدر سمية الكبد يرجع إلى أحد المكونات العديدة التي يحتوي عليها النبات: بوليجون، و هو أحادي التربين. يتم استقلاب بوليجون بواسطة السيتوكروم بي 450 (CYP 1A2 و2E1) و تحويله إلى العديد من السموم. وجدت الدراسات المختبرية والحيوية أن مستقلِب بوليجون، مينثوفيوران، مثبط لـ CYP2A6، وهو ما يمثل درجة كبيرة من سمية النعناع البري للكبد.
```
المسار الدقيق الذي يمر به البوليجون للتحول إلى المنثوفوران غير معروف، لكن إحدى الدراسات اقترحت بقوة أنه يشمل الأكسدة الأليلية لمجموعة الميثيل (من CYP450)، و التكوين الحلقي داخل 
 الجزيء
  لتكوين الهيميكيتال، و الجفاف اللاحق لتكوين الفوران. بالإضافة إلى ذلك، قد يؤدي البوليجون والمنثوفوران إلى استنفاد مستويات الجلوتاثيون، مما يجعل خلايا الكبد عرضة لأضرار الجذور الحرة.
```

## العلاج
لا توجد مادة ترياق معروف لسمية النعناع البري، عولجت الحالات التي شخصت بتسمم النعناع البري باستخدام غسولات المعدة و إعطاء مقيئ أو عوامل مسببة للقيء أو مواد ماصة مثل  الفحم المنشط. نظرًا لأن استنفاد الجلوتاثيون ثبت أنه ينظم تسمم الكبد، فقد تم إعطاء المرضى ن-أسيتيل سيستئين بجرعات مماثلة لتلك المعطاة لسمية الأسيتامينوفين.
وجدت دراسة تختبر سمية البوليجون أن مثبطات السيتوكروم بي 450، مثل كلوريد الكوبالت أو بيبيرونيل بوتوكسيد، تمنع السمية. و مع ذلك، لم يتم توسيع نطاق مثل هذا الاختبار ليشمل البشر، حيث لا تزال آلية سمية النعناع البري غير مفهومة تمامًا.

## في الطب العربي
ذكر النعناع البري في المصنفات العربية الطبية على أنه نبتة  عشبية برية. ساقها فرعاء ترتفع من ۱۰ – ٣٠ سم، اوراقها صغيرة. نصلها قليل الخمل. أزهارها ضمية التجميع، ابطية الارتكاز صغيرة لونها أغبر تفوح منها رائحة  عطرية قلما تسطع من أنواع النعنع الأخرى.
تحتوي على مونتول تانين کرفون، وهي مادة مخدرة و مهدئة و مطهرة، و مضادة التشنج طاردة الغازات و هاضمة مثيرة و مقوية.
```
توصف لـ: الرضاعة و 
الشهية
  و  الرعشة و عسر الهضم، و 
الشقيقة
، عرفها الاقدمون و عولج بها 
 السعال
 و السعال الديكي، و القصور الكبدي، و تلطخ بمائها 
 النمش
  فيزيله و تهرب الحشرات من دخانها.
[
6
]
```